# Show Me Love (Robin-S.-Lied)
Show Me Love ist ein Lied der US-amerikanischen Sängerin Robin S. (Robin Stone). Es war der erste Charterfolg für Robin S. Des Weiteren gibt es von Show Me Love zahlreiche Coverversionen, zudem wurden Teile des Songs als Sample in verschiedenen Liedern anderer Künstler benutzt.

## Hintergrund und Veröffentlichung
Show Me Love wurde von den US-amerikanischen Songwritern Allen George und Fred McFarlane geschrieben. Anthony King erstellte einige Remixe von diesem Lied, diese wurden am 13. Oktober 1990 in Europa veröffentlicht. Den Vertrieb in Deutschland übernahm das Plattenlabel ZYX Music. Auf Vorschlag der Plattenfirma Champion Records erstellte der schwedische DJ und Musikproduzent StoneBridge 1992 einen Remix von Show Me Love, der ebenfalls in Europa und in den Vereinigten Staaten veröffentlicht wurde und im Gegensatz zu der ursprünglichen Version in die Charts einsteigen konnte. Die für den Song typische Baseline wurde mit dem Korg M1 Synthesizer erstellt.

## Kommerzieller Erfolg
Die Veröffentlichung des StoneBridge-Remixes von Show Me Love brachte Robin S. die ersten Charterfolge. In den Billboard Hot 100 stieg das Lied am 3. April 1993 ein und konnte im Laufe der Wochen bis auf Platz 5 steigen, was zur damaligen Zeit für ein House-Lied selten vorkam. Show Me Love blieb insgesamt zehn Wochen in den Top 10 und 28 Wochen in den Hot 100. In den britischen Singlecharts erreichte das Lied Platz 6. Nachdem es bereits im Januar 1993 für drei Wochen in diesen Charts notiert war, stieg es am 13. März 1993 erneut in die Charts ein und erreichte für vier Wochen die Top 10. Im März und April 1997 konnte Show Me Love erneut für fünf Wochen in die britischen Singlecharts einsteigen und erreichte nochmals eine Woche die Top 10. Weitere Einstiege in diesen Charts gelangen im Dezember 2002, sowie im März 2009, jeweils für zwei Wochen.
Am 30. August 1993 stieg Show Me Love in die deutschen Singlecharts auf Platz 38 ein. In der siebten Chartwoche erreichte der Song mit Platz 11 seine höchste Position in diesen Charts, in den Top 20 konnte er sich acht Wochen lang halten. Weitere Top-10-Platzierungen gelangen in Belgien (Flandern) und der Schweiz.

## Verwendung in anderen Werken
- 2011: Sample für Don’t Wanna Go Home von Jason Derulo[8]
- 2012: Sample für Show Me von Kid Ink feat. Chris Brown[9]

## Kommerzieller Erfolg

### Chartplatzierungen
| ChartsChartplatzierungen       | Höchstplatzierung | Wochen |
| ------------------------------ | ----------------- | ------ |
| Deutschland (GfK)              | 11 (16 Wo.)       | 16     |
| Österreich (Ö3)                | 15 (12 Wo.)       | 12     |
| Schweiz (IFPI)                 | 9 (18 Wo.)        | 18     |
| Vereinigte Staaten (Billboard) | 5 (28 Wo.)        | 28     |
| Vereinigtes Königreich (OCC)   | 6 (25 Wo.)        | 25     |

### Auszeichnungen für Musikverkäufe
| Land/Region                  | Auszeichnungen für Musikverkäufe (Land/Region, Auszeichnung, Verkäufe) | Verkäufe  |
| ---------------------------- | ---------------------------------------------------------------------- | --------- |
| Italien (FIMI)               | Gold                                                                   | 50.000    |
| Vereinigte Staaten (RIAA)    | Gold                                                                   | 500.000   |
| Vereinigtes Königreich (BPI) | 2× Platin                                                              | 1.200.000 |
| Insgesamt                    | 2× Gold · 2× Platin ·                                                  | 1.750.000 |

## Formate
- Single-CD Deutschland 1990[1]

1. Show Me Love (Montego Mix) – 6:45
2. Show Me Love (Dub Mix) – 3:30
3. Show Me Love (New York Mix) – 5:51
4. Show Me Love (Maritius Mix) – 4:07

- Single-CD Deutschland 1993[15]

1. Show Me Love (Radio Mix) – 3:20
2. Show Me Love (StoneBridge Club Mix) – 7:48
3. Show Me Love (Nick Nice Eagle Mix) – 5:34

- Single-CD Deutschland 2002 Part 1[16]

1. Show Me Love (Tonka’s 2002 Radio Mix) – 3:35
2. Show Me Love (Original StoneBridge Mix) – 4:28
3. Show Me Love (DJ Antoine vs. Mad Mark’s Hit Step Radio Mix) – 3:51
4. Show Me Love (Tonka’s 2002 Club Mix) – 5:35

- Single-CD Deutschland 2002 Part 2[17]

1. Show Me Love (Tonka’s 2002 Radio Mix) – 3:35
2. Show Me Love (Tonka’s Pianomission Remix) – 4:40
3. Show Me Love (StoneBridge '99 Update Mix) – 10:07
4. Show Me Love (DJ Antoine vs. Mad Mark’s 2k1 Vocal Mix) – 5:37

## Coverversion von Michael Mind
Im Jahr 2008 veröffentlichte das deutsche DJ-Duo Michael Mind Project eine Coverversion von Show Me Love. Das von Kontor Records veröffentlichte Lied erreichte die Charts in Belgien, Deutschland, Frankreich Österreich und der Schweiz. 2014 wurde die Coverversion nochmals vom selben Duo geremixt und als Official Festival Mix erneut veröffentlicht. Dadurch erreichte die Coverversion erneut zwei Wochen die deutschen Singlecharts und drei Wochen die Ö3 Austria Top 40.

### Chartplatzierungen
| ChartsChartplatzierungen | Höchstplatzierung | Wochen |
| ------------------------ | ----------------- | ------ |
| Deutschland (GfK)        | 38 (11 Wo.)       | 11     |
| Österreich (Ö3)          | 41 (7 Wo.)        | 7      |
| Schweiz (IFPI)           | 58 (1 Wo.)        | 1      |

### Formate
- Single-CD Deutschland 2008[21]

1. Show Me Love (Radio Edit) – 2:38
2. Show Me Love (Short Edit) – 3:08
3. Show Me Love (Extended Mix) – 5:18
4. Show Me Love (Club Mix) – 5:18
5. Show Me Love (Gap 4 Remix Edit) – 2:46
6. Show Me Love (Gap 4 Remix) – 3:47
7. Show Me Love (G&G Remix Cut) – 3:47
8. Show Me Love (G&G Remix) – 6:40

## Coverversion von Steve Angello und Laidback Luke
2008 wurde Show Me Love vom schwedischen House-DJ und Musikproduzenten Steve Angello in Zusammenarbeit mit dem niederländischen DJ Laidback Luke gecovert. Für diese Version nahm die ursprüngliche Sängerin von Show Me Love, Robin S., erneut den Gesang auf. Produziert wurde diese Version von Angello, Laidback Luke und Hal Ritson. Diese Version von Show Me Love wurde am 12. Dezember 2008 vom Musiklabel Happy Music erstveröffentlicht.
Das Lied basiert auf der Mashup-Version von Show Me Love von Hardwell und dem Lied Be von Steve Angello und Laidback Luke. Es erreichte in Deutschland, Frankreich, Irland, Österreich und dem Vereinigten Königreich die Singlecharts.

### Chartplatzierungen
| ChartsChartplatzierungen     | Höchstplatzierung | Wochen |
| ---------------------------- | ----------------- | ------ |
| Deutschland (GfK)            | 93 (1 Wo.)        | 1      |
| Österreich (Ö3)              | 64 (3 Wo.)        | 3      |
| Vereinigtes Königreich (OCC) | 11 (15 Wo.)       | 15     |

### Formate
- Single-CD 2008[26]

1. Show Me Love (Radio Edit) – 3:04
2. Show Me Love (Extended Mix) – 6:40
3. Show Me Love (Hardwell Style) – 5:18
4. Show Me Love (Hardwell Sunrise Mix) – 6:46

## Coverversion von Sam Feldt
2015 wurde Show Me Love vom niederländischen House-DJ Sam Feldt gecovert. Feldt hatte eine Gesangsversion der Britin Kimberly Anne zu Show Me Love bei YouTube entdeckt und produzierte daraus eine Tropical-House-Version. Die von Feldt produzierte Version wurde von Spinnin’ Records am 16. Februar 2015 veröffentlicht und erreichte im Sommer 2015 Chartplatzierungen in mehreren Ländern Europas sowie Australien. Im Vereinigten Königreich erreichte diese Version Platz 4 und ist somit erfolgreicher als die Originalversion von Robin Stone.

### Chartplatzierungen
| ChartsChartplatzierungen     | Höchstplatzierung | Wochen |
| ---------------------------- | ----------------- | ------ |
| Deutschland (GfK)            | 39 (22 Wo.)       | 22     |
| Österreich (Ö3)              | 30 (14 Wo.)       | 14     |
| Schweiz (IFPI)               | 38 (12 Wo.)       | 12     |
| Vereinigtes Königreich (OCC) | 4 (21 Wo.)        | 21     |

### Auszeichnungen für Musikverkäufe
| Land/Region                  | Auszeichnungen für Musikverkäufe (Land/Region, Auszeichnung, Verkäufe) | Verkäufe  |
| ---------------------------- | ---------------------------------------------------------------------- | --------- |
| Australien (ARIA)            | Gold                                                                   | 35.000    |
| Dänemark (IFPI)              | Platin                                                                 | 90.000    |
| Deutschland (BVMI)           | Gold                                                                   | 200.000   |
| Italien (FIMI)               | Gold                                                                   | 25.000    |
| Neuseeland (RMNZ)            | Platin                                                                 | 30.000    |
| Schweden (IFPI)              | Platin                                                                 | 40.000    |
| Vereinigtes Königreich (BPI) | Platin                                                                 | 600.000   |
| Insgesamt                    | 3× Gold · 4× Platin ·                                                  | 1.020.000 |

### Formate
- Digital

1. Show Me Love – 3:01

- Digital – Remixes[39]

1. Show Me Love (Extended Mix) – 5:25
2. Show Me Love (EDX Remix) – 6:41
3. Show Me Love (Kryder Remix) – 4:54
4. Show Me Love (Kokiri Remix) – 6:35
5. Show Me Love (Quintino Remix) – 4:13
6. Show Me Love (Zac Samuel Remix) – 3:28

## Weitere Coverversionen (Auswahl)
- 2009: Jack Holiday & Mike Candys
- 2014: Resaid
- 2015: Clean Bandit
- 2022: Jonas Schmidt, Van Snyder, Plastik Funk feat. Laura Klein, Esox, TOROK - Show Me Love (Plastik Funk Remix)[40]

Das im Jahr 2018 erschienene Lied Your Love von David Guetta & Showtek ist keine unmittelbare Coverversion von „Show Me Love“, allerdings orientiert es sich eindeutig daran, was diverse Beat- und Textelemente anbelangt.